# Stepas Chmelevskis
Stepas Chmelevskis (* 11. April 1910 in Memel; † im 20. / 21. Jahrhundert) war ein litauischer Fußballspieler. 

## Karriere

### Vereine
Chmelevskis kam 19-jährig für die SpVgg Klaipėda im Seniorenbereich in den Spielzeiten 1929 und 1930 in der A lyga, der seinerzeit höchsten Spielklasse im litauischen Fußball, zu Punktspielen. In den beiden Folgespielzeiten war er für den Sportverein der litauischen Minderheit, den Militär-Sportverein KSS Klaipėda, aktiv, mit dem er nach seiner ersten Spielzeit die Meisterschaft gewann.

### Nationalmannschaft
Chmelevskis bestritt acht Länderspiele für die A-Nationalmannschaft, für die er sechs Tore erzielte. Er nahm mit ihr zweimal am Wettbewerb um den Baltic Cup teil und debütierte als Nationalspieler im Rahmen der 2. Austragung gegen die Nationalmannschaft Lettlands, der man am 15. August 1929 in Riga mit 1:3 unterlegen war; ihm gelang das einzige Tor seiner Mannschaft per Strafstoß in der 89. Minute. Gegen die Nationalmannschaft Estlands gelang ihm bei der 2:5-Niederlage an selber Stätte zwei Tage später erneut ein Tor, das er zum 1:1-Ausgleich in der 26. Minute erzielte. Mit dem 2:1-Sieg am 15. August 1930 über Estland und seinem Treffer zum 3:3 am 17. August 193 gegen Lettland in der 89. Minute gewann er mit seiner Mannschaft den Wettbewerb. Sein letztes Länderspiel bestritt er am 29. Juni 1932 in Kaunas bei der 2:3-Niederlage gegen die Nationalmannschaft Lettlands.

## Erfolge
- Baltic Cup-Sieger 1930
- Litauischer Meister 1931